# Bayerischer Senat

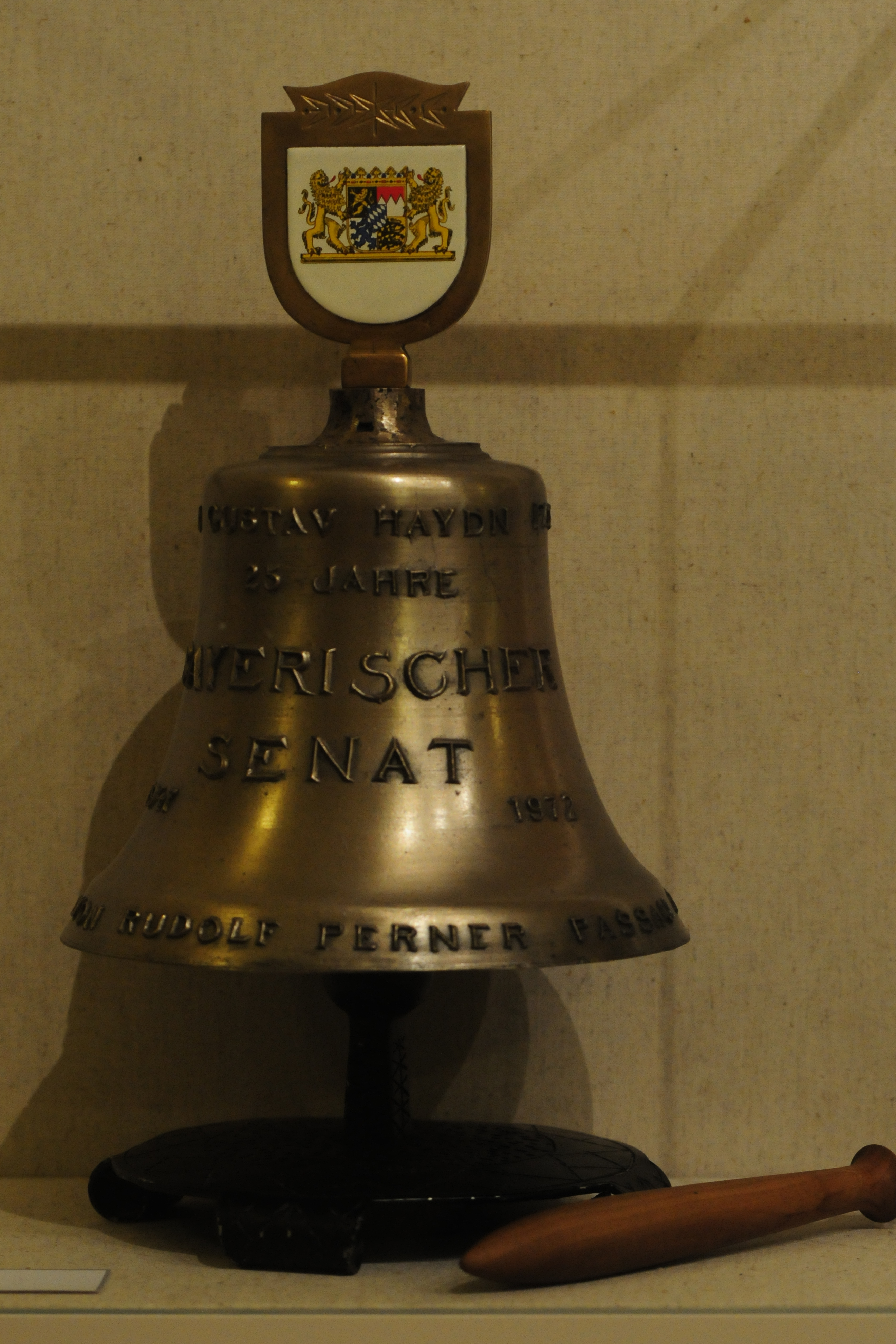
Senatsglocke, gestiftet 1972 von Gustav Haydn im Präsidentenflur des Maximilianeums

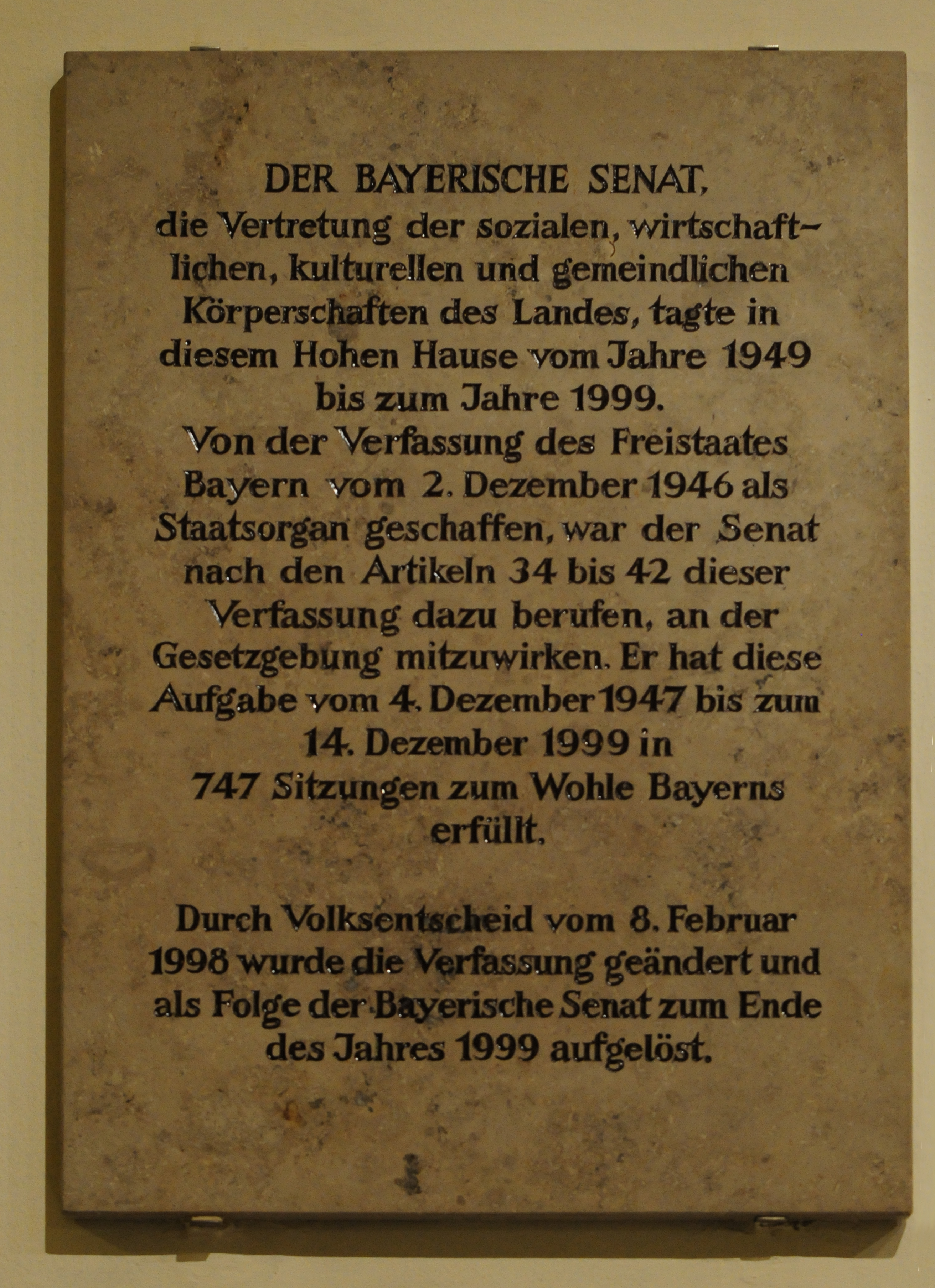
Gedenktafel im Präsidentenflur des Maximilianeums

Der Bayerische Senat war nach der Bayerischen Verfassung von 1946 bis 1999 eine zweite Kammer neben dem Bayerischen Landtag als der Volksvertretung.

## Struktur und Geschichte
Die 60 Mitglieder des Bayerischen Senats, die mindestens 40 Jahre alt sein mussten, wurden von sozialen, wirtschaftlichen, gemeindlichen und kulturellen Körperschaften für sechs Jahre gewählt bzw. im Fall der Religionsgemeinschaften ernannt. Jeder der Gruppen stand eine festgelegte Anzahl von Sitzen zu. Da der Senat ein ständiges Organ war, wurde alle zwei Jahre ein Drittel der Sitze neu bzw. wieder besetzt. Senatsmitglieder durften nicht zugleich Landtagsabgeordnete sein und genossen ähnliche Rechte wie diese. Der Senat wirkte in gewissem Umfang an der Landesgesetzgebung mit, hatte aber im Wesentlichen beratende und gutachterliche Aufgaben. Ein Einspruch des Senats konnte vom Landtag mit einfacher Mehrheit überstimmt werden.
1977/78 gab es Bestrebungen zur Vergrößerung des Senats, Neuordnung der Zusammensetzung und Berücksichtigung weiterer Körperschaften; die entsprechende Mehrheit zur Änderung der Bayerischen Verfassung kam nicht zustande.
Der Senat kam im Zuge der allgemeinen Bürokratiediskussion in den 1990er-Jahren in die Kritik. Das im Juni 1997 abgehaltene Volksbegehren „Schlanker Staat ohne Senat“, das von der ÖDP initiiert wurde, verlangte schließlich die Abschaffung des Bayerischen Senats. Es wurde durch 927.047 Eintragungen (= 10,5 % des bayerischen Stimmvolks) unterstützt. An dem danach notwendigen Volksentscheid vom 8. Februar 1998 beteiligten sich 39,9 % der Stimmberechtigten. Von den gültigen Stimmen votierten 2.412.944 (69,2 %) für die Abschaffung des Senats. Für den von der CSU getragenen Gegenentwurf des Landtages, der eine veränderte Zusammensetzung des Senats vorsah, stimmten 23,6 %. Im September 1999 erklärte der Bayerische Verfassungsgerichtshof die Regelungen des Volksentscheids für verfassungskonform. Damit trat zum 1. Januar 2000 das Gesetz zur Abschaffung des Senats in Kraft.

## Zusammensetzung
Der Senat setzte sich aus Vertretern folgender Gruppen zusammen:
- 11 Vertretern der Land- und Forstwirtschaft
- 05 Vertretern der Industrie und des Handels
- 05 Vertretern des Handwerks
- 11 Vertretern der Gewerkschaften
- 04 Vertretern der freien Berufe
- 05 Vertretern der Genossenschaften
- 05 Vertretern der Religionsgemeinschaften
- 05 Vertretern der Wohltätigkeitsorganisationen
- 03 Vertretern der Hochschulen und Akademien
- 06 Vertretern der Gemeinden und Gemeindeverbände

## Präsidenten und Vizepräsidenten
| Name                                      | Gruppe                         | Partei | Amtszeit (Beginn) | Amtszeit (Ende)   |
| ----------------------------------------- | ------------------------------ | ------ | ----------------- | ----------------- |
| Josef Singer                              | Genossenschaften               | —      | 4. Dezember 1947  | 9. Januar 1968    |
| Hippolyt Freiherr Poschinger von Frauenau | Land- und Forstwirtschaft      | CSU    | 9. Januar 1968    | 14. Januar 1982   |
| Hans Weiß                                 | Gemeinden und Gemeindeverbände | CSU    | 14. Januar 1982   | 31. Dezember 1993 |
| Walter Schmitt Glaeser                    | Hochschulen und Akademien      | CSU    | 11. Januar 1994   | 28. November 1996 |
| Heribert Thallmair                        | Gemeinden und Gemeindeverbände | CSU    | 28. November 1996 | 31. Dezember 1999 |

| Name                             | Gruppe                         | Partei | Amtszeit (Beginn) | Amtszeit (Ende)   |
| -------------------------------- | ------------------------------ | ------ | ----------------- | ----------------- |
| Gustav Schiefer                  | Gewerkschaften                 | SPD    | 4. Dezember 1947  | 8. Januar 1954    |
| Hans Hörner                      | Gewerkschaften                 | —      | 8. Januar 1954    | 22. Dezember 1960 |
| Theo Eppig                       | Wohltätigkeitsorganisationen   | —      | 22. Februar 1961  | 12. Mai 1964      |
| Hippolyt Poschinger von Frauenau | Land- und Forstwirtschaft      | CSU    | 8. Juli 1964      | 10. Januar 1968   |
| Josef Listl                      | Gemeinden und Gemeindeverbände | CSU    | 10. Januar 1968   | 31. Dezember 1969 |
| Robert Sauer                     | Hochschulen und Akademien      | —      | 8. Januar 1970    | 22. August 1970   |
| Audomar Scheuermann              | Religionsgemeinschaften        | —      | 1. Oktober 1970   | 31. Dezember 1987 |
| Ernst Wrede                      | Industrie und Handel           | —      | 12. Januar 1988   | 31. Dezember 1993 |
| Ekkehard Schumann                | Hochschulen und Akademien      | —      | 11. Januar 1994   | 11. Januar 1996   |
| Heribert Thallmair               | Gemeinden und Gemeindeverbände | CSU    | 11. Januar 1996   | 28. November 1996 |
| Hans Haibel                      | Industrie und Handel           | —      | 28. November 1996 | 31. Dezember 1997 |
| Christel Beslmeisl               | Gewerkschaften                 | SPD    | 8. Januar 1998    | 31. Dezember 1999 |

| Name                 | Gruppe                         | Partei | Amtszeit (Beginn)  | Amtszeit (Ende)   |
| -------------------- | ------------------------------ | ------ | ------------------ | ----------------- |
| Alexander Rodenstock | Industrie und Handel           | —      | 4. Dezember 1947   | 30. August 1953   |
| Konrad Pöhner        | Industrie und Handel           | CSU    | 25. September 1953 | 29. November 1958 |
| Hans Bornkessel      | Gemeinden und Gemeindeverbände | SPD    | 29. Dezember 1958  | 10. Januar 1968   |
| Ludwig Linsert       | Gewerkschaften                 | SPD    | 10. Januar 1968    | 8. Januar 1970    |
| Walter Roth          | Gewerkschaften                 | —      | 8. Januar 1970     | 31. Dezember 1985 |
| Ernst Wrede          | Industrie und Handel           | —      | 9. Januar 1986     | 12. Januar 1988   |
| Ekkehard Schumann    | Hochschulen und Akademien      | —      | 12. Januar 1988    | 11. Januar 1994   |
| Christel Beslmeisl   | Gewerkschaften                 | SPD    | 11. Januar 1994    | 8. Januar 1998    |
| Manfred Nüssel       | Genossenschaften               | CSU    | 8. Januar 1998     | 31. Dezember 1999 |

## Vergleichbare Institutionen in anderen Ländern
Die Zusammensetzung des Bayerischen Senats kann international mit dem irischen Seanad Éireann oder dem französischen Conseil économique, social et environnemental verglichen werden.